# Wilhelm Ranke
Wilhelm Friedrich Ranke (* 4. März 1804 in Wiehe; † 15. Juni 1871 in Teupitz) war ein deutscher Kunstsammler und Schriftsteller.

## Leben

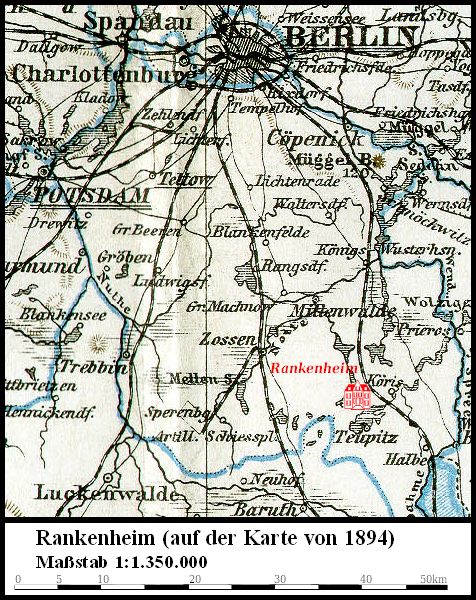
Rankenheim auf der Karte der Provinz Brandenburg (1894)

Als Sohn eines Rechtsanwalts und Bruder von Friedrich Heinrich Ranke, Ernst Ranke sowie Leopold von Ranke geboren, besuchte er von 1816 bis 1822 die Landesschule Pforta. Ranke studierte Evangelische Theologie und Rechtswissenschaften in Halle (Saale). Während seines Studiums wurde er 1823 Mitglied der burschenschaftlichen Quellengesellschaft, weshalb er von der Universität verwiesen wurde. 1824 studierte er in Berlin weiter und wurde 1828 Landgerichts-Assessor in Naumburg (Saale). Er wechselte 1829 nach Liebenwerda und dann nach Aschersleben. Ranke erwarb das Gut Friesdorf. 1843 lebte er in Werder und Starkow. 1844 zog er nach Aschersleben und wurde 1847 nach Posen versetzt, wo er 1848 den Polnischen Aufstand erlebte. 1850 wurde er Regierungskommissar. In den Jahren 1850 bis 1859 war er in Breslau tätig. Er war Regierungsrat in Teupitz. 1859 schied er wegen Gesundheitsproblemen aus dem Staatsdienst aus und lebte in Silbersee (Schwerin (Landkreis Dahme-Spreewald)) und Rankenheim, wo er landwirtschaftlich arbeitete und auch Torf und Ziegel produzierte. In den 1860er Jahren stellte er seinen Betrieb ein.
Ranke war schriftstellerisch tätig und eröffnete als Kunstsammler von Gemälden und Kunstschätzen in Teupitz eine Galerie. Nach seinem Tod 1871 wurde seine Kunstsammlung 1872 versteigert.

## Ehrungen
- Siedlung Rankenheim in Wiehe
- Ranke-Straße in Wiehe

## Veröffentlichungen (Auswahl)
- Die Verirrungen der christlichen Kunst. 2. Auflage, Breslau 1855.
- Der Geldwerth der Forstberechtigungen zum Zwecke der Ablösung. 1855, 2. Auflage, Breslau 1856.
- Verirrungen der christlichen Welt. Leipzig 1857.
- Das Täubchen von Neuenburg. Schauspiel. Breslau 1857.
- Licht, Freiheit, Vaterland. Berlin 1861.